# Kerpen
Kerpen − miasto w zachodnich Niemczech, w kraju Nadrenia Północna-Westfalia, w rejencji Kolonia, w powiecie Rhein-Erft, w Nadreńskim Zagłębiu Węgla Brunatnego. Liczba mieszkańców w 2010 roku wynosiła 64 602.

## Gospodarka
W mieście rozwinął się przemysł maszynowy, środków transportu, elektrotechniczny, spożywczy oraz drzewny.

## Współpraca
Miejscowości partnerskie:
- Oświęcim, Polska
- Sankt Vith, Belgia